# Leucorrhinia glacialis
Leucorrhinia glacialis – gatunek ważki z rodziny ważkowatych (Libellulidae). Występuje na terenie Ameryki Północnej.